# Fédération Internationale de Basketball

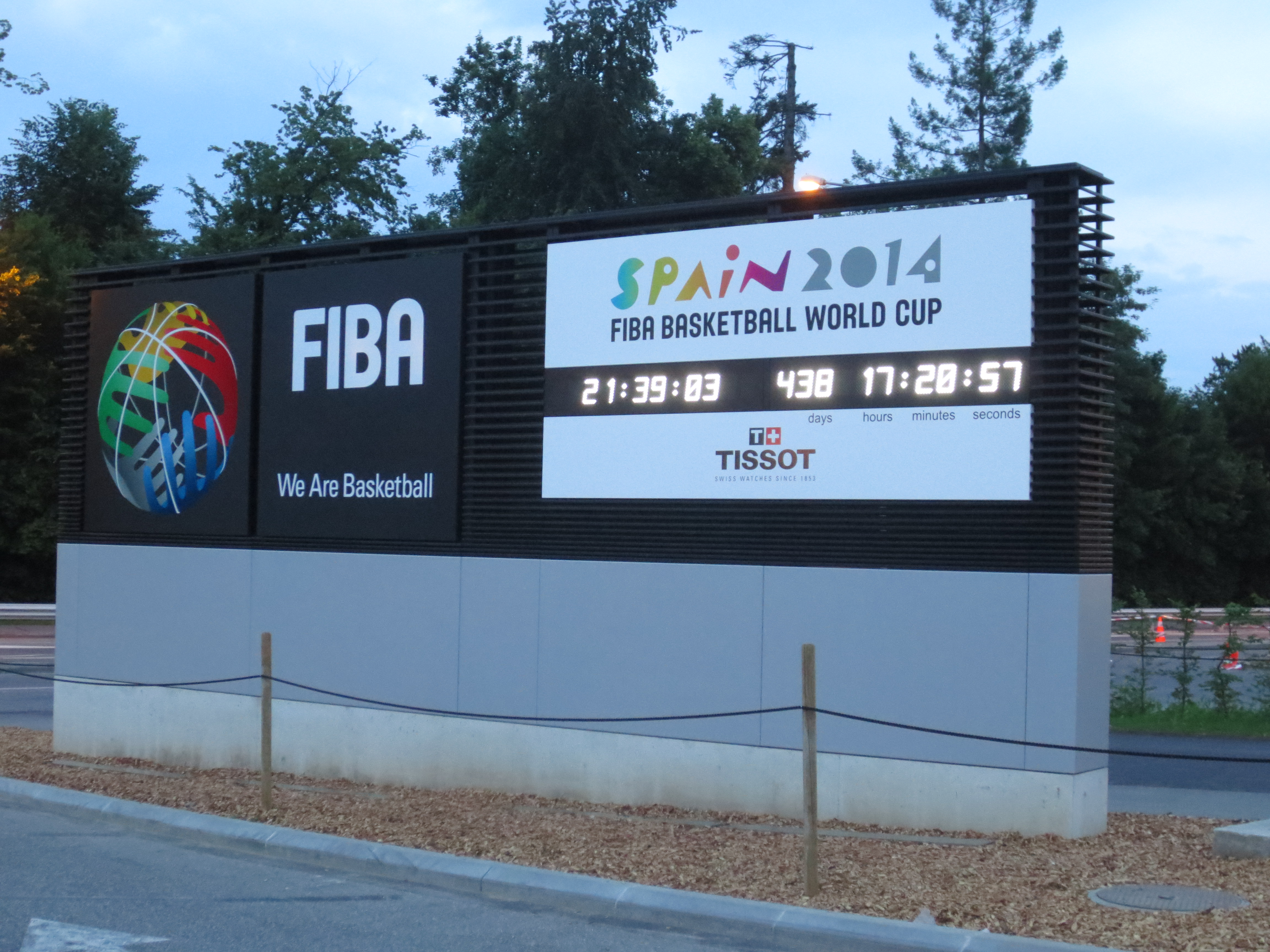
Logo FIBA z hasłem We Are Basketball

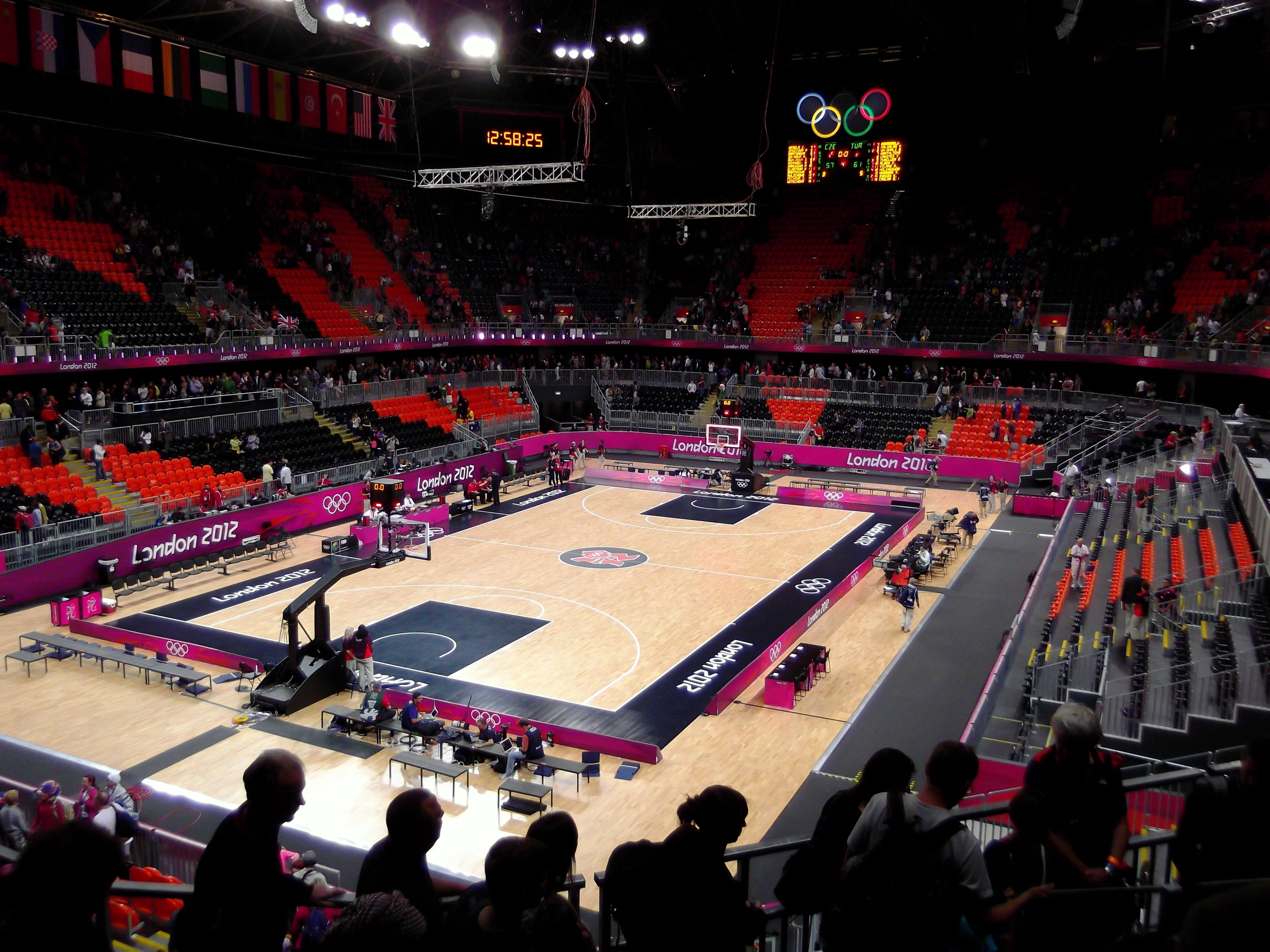
Boisko do koszykówki zgodne z najnowszymi normami FIBA

FIBA – Międzynarodowa Federacja Koszykówki (fr. Fédération Internationale de Basketball) – stowarzyszenie organizacji narodowych, które rządzi międzynarodową koszykówką. FIBA określa międzynarodowe reguły koszykówki, określa sprzęt, reguluje transfery zawodników między klubami, i kontroluje nominacje międzynarodowych arbitrów. Zrzesza obecnie ponad 200 narodowych federacji, od 1989 zaczynają się organizować w pięciu strefach czy też "komisjach": Afryki, Azji, Europy, Oceanii i obu Ameryk.
Założona w Genewie w 1932, dwa lata po tym jak koszykówka została oficjalnie przedstawiona Międzynarodowemu Komitetowi Olimpijskiemu. Pierwotnie nazywała się Fédération Internationale de Basketball Amateur– Międzynarodowa Federacja Koszykówki Amatorskiej. Osiem państw było członkami-założycielami: Argentyna, Czechosłowacja, Grecja, Włochy, Łotwa, Portugalia, Rumunia i Szwajcaria. Podczas igrzysk olimpijskich w 1936 w Berlinie federacja wybrała Kanadyjczyka Jamesa Naismitha (1861–1939), twórcę koszykówki – honorowym prezydentem. W 1940 r. siedziba Federacji została przeniesiona do Berna.
Od 1950 dla mężczyzn i 1953 dla kobiet, FIBA organizuje mistrzostwa świata, zwykle co cztery lata.
W 1956 siedziba główna została przeniesiona do Monachium, zaś do Szwajcarii i do Genewy wróciła w 2002 r. W 2013 r. siedziba FIBA została przeniesiona do nowo wzniesionego, nowoczesnego obiektu w Mies w dystrykcie Nyon.
W 1989 FIBA otworzyła drzwi na igrzyska olimpijskie profesjonalistom np. z NBA w Stanach Zjednoczonych. Dlatego Fédération Internationale de Basketball Amateur zmieniono na Fédération Internationale de Basketball, ale skrót FIBA pozostał.

## Prezydenci i sekretarze generalni
| Kadencja  | Prezydent                            | Sekretarz Generalny                   |
| --------- | ------------------------------------ | ------------------------------------- |
| 1932-1948 | Léon Bouffard, Szwajcaria            | Renato William Jones, Wielka Brytania |
| 1948-1960 | Willard N. Greim, Stany Zjednoczone  | Renato William Jones, Wielka Brytania |
| 1960-1968 | Antonio dos Reis Carneiro, Brazylia  | Renato William Jones, Wielka Brytania |
| 1968-1976 | Abdel Moneim Wahby, Egipt            | Renato William Jones, Wielka Brytania |
| 1976-1984 | Gonzalo G. Puyat II, Singapur        | Borislav Stanković, Jugosławia        |
| 1984-1990 | Robert Busnel, Francja               | Borislav Stanković, Jugosławia        |
| 1990–1998 | George E. Killian, Stany Zjednoczone | Borislav Stanković, Jugosławia        |
| 1998–2002 | Abdoulaye Seye Moreau, Senegal       | Borislav Stanković, Serbia            |
| 2002−2006 | Carl Men-Ky Ching, Hongkong          | Patrick Baumann, Szwajcaria           |
| 2006−2010 | Bob Elphinston, Australia            | Patrick Baumann, Szwajcaria           |
| 2010–2014 | Yvan Mainini, Francja                | Patrick Baumann, Szwajcaria           |
| 2014–2018 | Horacio Muratore, Argentyna          | Patrick Baumann, Szwajcaria           |